# اولین عشق (فیلم ۱۹۲۱)
اولین عشق (انگلیسی: First Love) فیلمی به کارگردانی موریس کمپل در سبک کمدی رمانتیک است که در سال ۱۹۲۱ منتشر شد. از بازیگران آن می‌توان به کنستانس بینی و وارنر بکستر اشاره کرد.